# مغامرات نودي
مغامرات نودي في ارض الألعاب (بالإنجليزية:Noddy's Toyland Adventures) برنامج تلفزيوني للاطفال عُرض من سبتمبر 1992 إلى ديسمبر 1994. كما تم إعادة عرضه في 1999 إلى غاية 2001 على بي بي سي. أُنتج بواسطة أفلام كوسغروف هال (Cosgrove Hall Films, HOT Animation, HIT Entertainment and BBC Television) ونشر في فترة توقف لعروض الرسوم المتحركة. 
تميز البرنامج التلفزيوني بالاداء الصوتي لمؤدي الاصوات والكاتب لتلفزيوني جيمي هيبيرت والراحلة سوسان شيريدان (كلاهما عملا على النسخة المملكة المتحدة لـ"الدب الصغير بولار", بالإضافة إلى سلسلة "جرف الحيوان" بانتاج كوسغروف هال") وفي كل حلقة من مغامرات نودي في ارض الألعاب تتم كتابتها بواسطة جوليا وكريس ألين على التوالي خلال مدى بثها.
يحكي عن مغامرات نودي الدمية الخشبية الصغيرة الذي يعيش في ارض الألعاب مع سيارته الحمراء والصفراء للاجرة وعادة يأخذ ست شلنات أو يوقع نفسه في مشكلة. أفضل اصدقاءه الآذان الكبيرة والسيد بولد والدبة تيسي وهم دوما موجودين لتقديم المساعدة، لاسيما حين يُخدع من قبل جوبو وسلي العفريتان الشريران. وفي كل الاحوال تنتهي الحلقة في الغالب بنودي يضحك وهو يهز رأسه مما يجعل الجرس نهاية قبعته يرن.

## البث الدولي
- المملكة المتحدة
- ايرلندا
- الولايات المتحدة
- كندا
- أستراليا
- نيوزيلاندا
- اسبانيا
- بولاندا
- اليابان

## إصدار دي في دي
- الإصدار الرسمي لمسلسل نودي على اقراص دي في دي  لم يصدر  بعد. لكن يتوقع نزول جميع الحلقات من المسلسل على دي في دي بواسطة «كلاسيك ميديا» في 2015. الافكار لاختيار الوان الاغلفة قد تمت بجعل الجزء الأول بغلاف احمر، والجزء الثاني بغلاف اخضر، والثالث بغلاف ازرق اما الرابع فسيكون اصفرا.

## الدبلجة العربية
تم دبلجة المسلسل الكرتوني إلى اللغة العربية من قِبل مركز الزهرة تحت اسم مغامرات نودي. كُتبت الاغاني والشارة بواسطة رشا رزق، غناء لين البطل وابراهيم سليماني ومساعد المخرج هو بلال شرتوح. تم التوزيع والإنتاج من yuong future ماهر الحاج ويس. وقام لويس أبو عسلي بالإشراف الفني. عُرض في عدة قنوات عربية من ضمنها سبيستون.

## روابط خارجية
- مغامرات نودي على موقع IMDb (الإنجليزية)
- مغامرات نودي على موقع ألو سيني (الفرنسية)
- مغامرات نودي على موقع قاعدة بيانات الفيلم (الإنجليزية)